# Lina Eckenstein
Lina Dorina Johanna Eckenstein (* 23. September 1857 in Islington; † 4. Mai 1931) war eine englische Universalgelehrte.

## Biographie
Lina Eckenstein war eine Tochter des deutschen Immigranten Friedrich Gottlieb Eckenstein und von dessen Frau Julie Amalie Antonia, geborene Helmke, die wahrscheinlich ebenfalls deutsche Wurzeln hatte. Eckenstein hatte wegen seiner Aktivitäten während der deutschen Revolution 1848 aus Bonn fliehen müssen und verdiente in England sein Geld als Kaufmann. Lina Eckenstein teilte später die sozialistischen Ansichten ihres Vaters und wurde Mitglied der Fabian Society. Sie hatte zwei Geschwister, einen Bruder (Oscar) und eine Schwester (Amelia). Die Familie gehörte zur wohlhabenden Mittelschicht.
Eckenstein besuchte keine Schule und wurde vermutlich zu Hause in einer intellektuell anregenden Umgebung unterrichtet; dabei hatten ihr Großvater und ihr Vater großen Einfluss auf ihre Ausbildung und ihre Interessen. So interessierte sich der Großvater für das alte Ägypten und sammelte Material zu diesem Thema. Wie sie später angab, sei sie als Kind von den Hieroglyphen mit den Tieren und Pflanzenmotiven fasziniert gewesen. Ihr besonderes Talent lag auf dem sprachlichen Gebiet: Sie konnte Latein, Altgriechisch, Mittelhochdeutsch sowie Mittelenglisch lesen, Deutsch, Französisch und Italienisch fließend sprechen. Von Freunden und Bekannten wurde sie als eine Frau „von sehr entschiedenem Charakter mit entschiedenen Zielen“ beschrieben, die eine „Rebellin von Natur“ gewesen sei. Sie spielte eine hervorragende Rolle in der britischen Frauenbewegung ihrer Zeit.
Eckensteins erstes wissenschaftliches Projekt war eine Übertragung von Albrecht Dürers Aufzeichnungen, die im British Museum aufbewahrt wurden. Dürer hatte eine schwer leserliche Handschrift, und die Notizen waren in ostfränkischem Dialekt verfasst. Lina Eckenstein unterstützte mit dieser Arbeit den Kunsthistoriker Martin Conway, der ein Buch über Dürer verfasste, das 1889 mit dem Titel Literary Remains of Albrecht Dürer und dem Untertitel With Transcripts from the British Museum Manuscripts and with Notes upon Them by Lina Eckenstein erschien. Die Arbeitsbeziehung zu Conway entstand vermutlich durch Linas Bruders Oscar, der wie Conway ein begeisterter Bergsteiger war. Durch Conway wiederum lernte Lina Eckenstein den Mathematiker Karl Pearson kennen, mit dem und seiner Familie sie eine lebenslange enge Freundschaft verbinden sollte. Die Historikerin Penelope D. Johnson vermutet – unter anderem, weil er diese nicht in seinen Memoiren erwähnte –, dass es zwischen Lina Eckenstein und Conway zu Verstimmungen gekommen sein könnte; 13 Jahre nach der gemeinsamen Publikation veröffentlichte Eckenstein mit The Literary Remains of Albrecht Dürer ihre eigene Sicht der Dinge.
In den Jahren bis zu dieser Publikation wandte sich Lina Eckenstein anderen Themen zu. So verfasste sie einen wissenschaftlichen Artikel zur Geschichte der italienischen Adelsfamilie Guidi. Nach ihren Recherchen vor Ort publizierte sie den kleinen Reiseführer Through the Casentino mit historischen Anmerkungen; der Band war mit Zeichnungen von Lucy du Bois-Reymond illustriert. 1890 übersetzte sie Märchen von Wilhelm Hauff ins Englische. 1896 verfasste Eckenstein, die katholisch war, ihr – aus feministischer Sicht – wichtigstes Werk Woman under Monasticism, in dem sie sich mit der Geschichte von Frauen in Deutschland und England und deren religiösen Erfahrungen befasste. Im Vorwort schrieb sie von einem „mother-age, when women held positions of authority inside the tribal group“, abgelöst von einem „father-age“, in dem Männer zum Haupt der Familie wurden und den Einfluss der Frauen zurückdrängten. In christlichen Klöstern hätten Frauen die Möglichkeit erhalten, ihre Talente und Interessen zu verfolgen.
Zwischen 1903 und 1906 begleitete Lina Eckenstein vier Mal den Archäologen Flinders Petrie und dessen Frau Hilda auf Ausgrabungs-Expeditionen nach Ägypten. Sie half beim Katalogisieren gefundener Objekte. 1904/05 unternahmen die beiden Frauen gemeinsam einen Kamelritt zum Sinai, lediglich in Begleitung von einheimischen Kamelhirten, ein Unterfangen, das nicht ohne Risiko war. Resultat ihrer Reisen nach Ägypten war unter anderem ihr Publikation A History of Sinai (1921).
Lina Eckenstein starb am 4. Mai 1931 im Alter von 73 Jahren; zu diesem Zeitpunkt lebte sie in Little Hampden. Sie hatte nie geheiratet und keine Kinder, war aber sehr kinderlieb, was sich in ihrer engen Beziehung zu den Kindern der Pearsons zeigte, denen sie etwa ihr Werk Spell of Words gewidmet hatte.

## Publikationen
- Literary remains of Albrecht Dürer With Transcripts from the British Museum Manuscripts and with Notes upon them by Lina Eckenstein. The Cambridge University Press, 1889 (archive.org).
- The Little Princes and the Great Plot (= Children’s Library). T. Fisher Unwin, London 1892.
- The Guidi and Their Relations With Florence. In: English Historical Review. Band 14, 1899, S. 235–249, 431–450, 656–675.
- Woman under Monasticism: Chapters on Saint-Lore and Convent Life between A.D. 500 and A.D. 1500. Cambridge University Press, Cambridge 1896 (archive.org).
- Life and art of Albrecht Dürer (= Popular Library of Art). Duckworth, London 1902.
- Through the Casentino. With Hints for the Traveller. Illustrated by Lucy du Bois-Reymond. J.M. Dent, London 1902 (archive.org).
- Comparative Studies in Nursery Rhymes. Duckworth, London 1906 (archive.org).
- Moon-Cult in Sinai on the Egyptian Monuments. In: Ancient Egypt. Band 1, 1914, S. 9–13.
- A History of Sinai. 1921.
- Tutankh-aten. A Story of the Past. J. Cape, London 1924.
- A Spell of Words: Studies in Language Bearing on Custom. 1932.
- The Women of Early Christianity. 1935.